# Landmark Theatres
Los Landmark Theatres es una cadena de cines en los Estados Unidos. La cadena proyecta principalmente cine independiente, películas extranjeras, y reposiciones de clásicos aunque algunos cines Landmark también proyectan otras películas. Ocasionalmente también proyectan películas digitales, ya que cuentan con proyectores de este tipo en casi todos sus teatros. Estos teatros también son conocidos por su restaurante y su café, en el que se pueden encontrar alimentos de gran calidad y chocolates exportados del extranjero. Tiene su sede en Los Ángeles, California.
Los cines Landmark (originalmente llamados Teatros Parallax ) fueron fundados en 1974 por el propietario de un teatro Kim Jorgensen. El primer teatro adquirido por la cadena fue el Teatro Nuart de Los Ángeles. Jorgensen contrató a Steve Gilula y Gary Meyer en 1976, quien más tarde se convertiría en stockholders, con la adquisición del Teatro UC de Berkeley, California. En los ochenta, Landmark acquired Santa Fe-based Movies, Inc. y Seattle-based Seven Gables. En la década de 1990s, The Samuel Goldwyn Company compró los teatros Landmark. Estos continuaron expandiéndose durante la esta década y desarrollaron sus propios teatros multiplex en San Francisco, Cambridge, Massachusetts, St. Louis, Chicago, Nueva York, Indianápolis, y el más moderno y grande que fue abierto en Pico Boulevard en Los Ángeles el 1 de junio. Más tarde Jorgensen se hizo productor de cine, vendiendo su participación en la cadena de teatros Landmark en 1989. Gilula y Meyer vendieron la suya en 1995.
A día de hoy, los cines Landmark poseen en EE. UU. 241 pantallas en 61 teatros esparcidos alrededor de 15 estados y el Distrito de Columbia. Son propiedad de Mark Cuban y Todd Wagner a través de 2929 Entertainment.